# Zhang Hong
Zhang Hong (en chino: 張虹; Anda, 12 de abril de 1988) es una deportista china que compitió en patinaje de velocidad sobre hielo.
Participó en dos Juegos Olímpicos de Invierno, en los años 2014 y 2018, obteniendo una medalla de oro en Sochi 2014, en la prueba de 1000 m.
Ganó una medalla de bronce en el Campeonato Mundial de Patinaje de Velocidad sobre Hielo en Distancia Individual de 2016 y dos medallas en el Campeonato Mundial de Patinaje de Velocidad sobre Hielo en Distancia Corta, plata en 2014 y bronce en 2012.
En 2018 fue elegida miembro de la Comisión de Atletas del Comité Olímpico Internacional.

## Palmarés internacional
| Juegos Olímpicos                           | Juegos Olímpicos | Juegos Olímpicos  | Juegos Olímpicos      |
| Año                                        | Lugar            | Medalla           | Prueba                |
| ------------------------------------------ | ---------------- | ----------------- | --------------------- |
| 2014                                       | Sochi (Rusia)    | Medalla de oro    | 1000 m                |
| Campeonato Mundial en Distancia Individual |                  |                   |                       |
| Año                                        | Lugar            | Medalla           | Prueba                |
| 2016                                       | Kolomna (Rusia)  | Medalla de bronce | 500 m                 |
| Campeonato Mundial en Distancia Corta      |                  |                   |                       |
| Año                                        | Lugar            | Medalla           | Prueba                |
| 2012                                       | Calgary (Canadá) | Medalla de bronce | Clasificación general |
| 2014                                       | Nagano (Japón)   | Medalla de plata  | Clasificación general |